# Vanguardia de Izquierda Republicana
Vanguardia de Izquierda Republicana (VIR) fou un partit polític fundat en agost de 1935 per Xoán Xesús González, que només va tenir implantació a la comarca de Santiago.

## Història
En 1930 participaren en el Pacte de Lestrove els cenetistes Ricardo García Lago, César Guillán Bozo i Manuel Fernández Fernández, com a delegats d'una secció VIR dr La Corunya.
Quan l'abril de 1934 es va crear Izquierda Republicana a partir d'Acció Republicana, Partit Radical Socialista Independent, Partido Republicano Gallego i Unión Socialista Galega de Xoán Xesús González, Xoán Xesús fou designat secretari general de l'agrupació compostel·lana. Desavinences amb un important sector del grup, format per persones amb les que no mantenia bones relacions, provocaren la seva expulsió.
Xoán Xesús González, després d'un intent fracassat de reactivar la Unión Socialista Galega, constituí l'agost de 1935 Vanguardia de Izquierda Republicana, en la que militaren Raimundo García Domínguez, Maximino Castiñeiras, José Jeremias Montero i Ramón Esturao Calvo, i en fou nomenat president del partit el veterà sindicalista compostel·là José Pasín Romero.